# Reckange-sur-Mess
Pour la localité dans le canton de Mersch, voir Reckange.
Reckange-sur-Mess (en luxembourgeois : Reckeng op der Mess et en allemand : Reckingen) est une localité luxembourgeoise et le chef-lieu de la commune portant le même nom située dans le canton d'Esch-sur-Alzette.

## Géographie

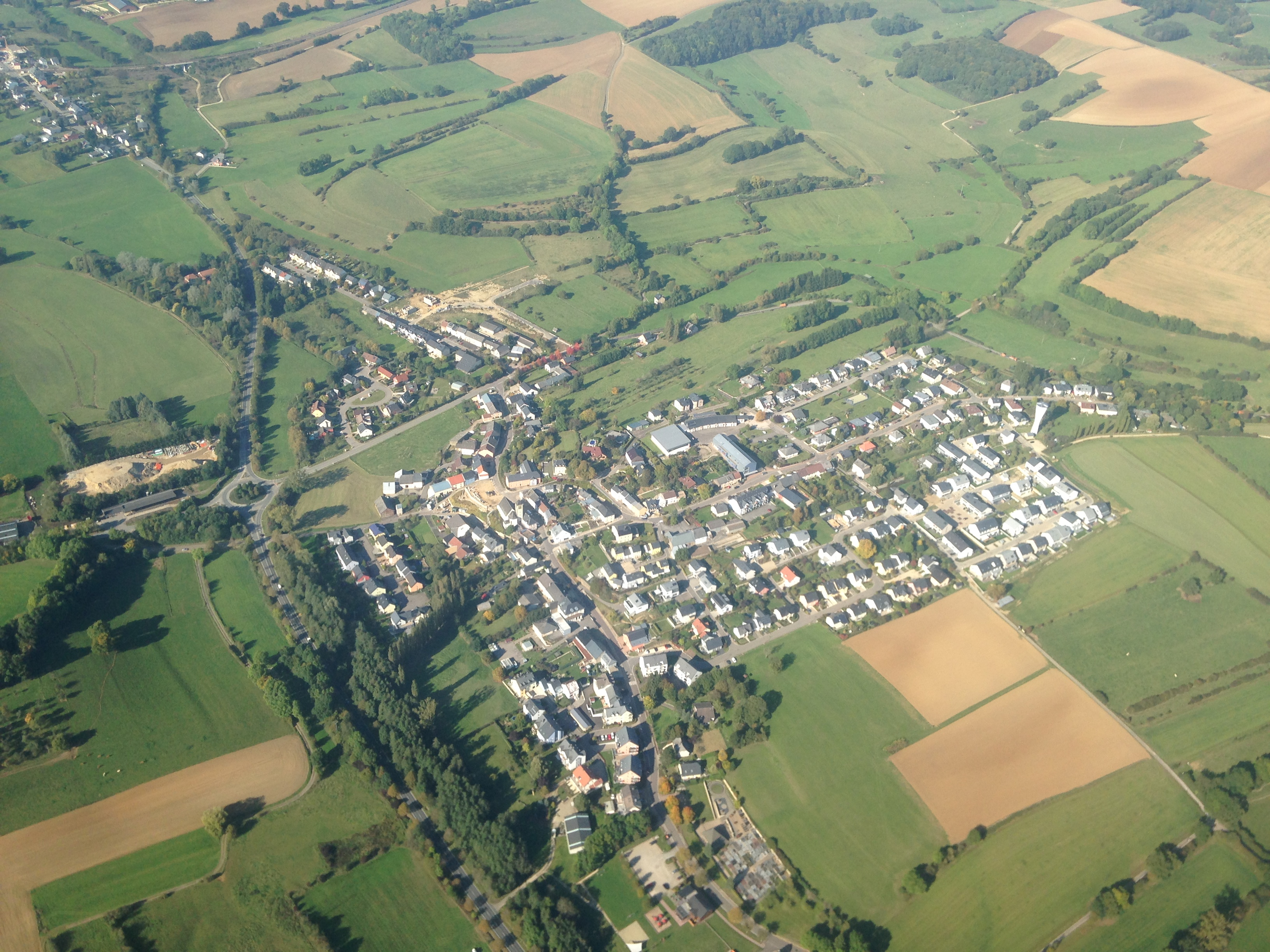
Vue aérienne de la localité de Reckange-sur-Mess.

La localité est traversée par la Mess, un affluent de l’Alzette.

### Communes limitrophes
- Dans le canton d'Esch-sur-Alzette : Leudelange, Mondercange, Sanem
- Dans le canton de Capellen : Bertrange, Dippach

### Sections de la commune
- Ehlange-sur-Mess
- Limpach
- Pissange
- Reckange-sur-Mess (siège)
- Roedgen
- Wickrange

### Voies de communication et transports
Elle est reliée au réseau routier national par la route nationale N13.
La commune est desservie par le Régime général des transports routiers (RGTR). En outre, elle opère conjointement avec Leudelange un service « City-Bus » sur réservation, le « Ruffbus Reckeng-Leideleng ».
Elle est située à proximité de la gare de Dippach - Reckange, sur la ligne 7, de Luxembourg à Pétange, qui est sur le territoire de Dippach.

## Population et société

### Démographie
L'évolution du nombre d'habitants est connue à travers les recensements de la population effectués dans le pays depuis 1821. Les recensements décennaux de la population permettent de caler les chiffres sur la composition de la population par sexe, âge, nationalité et commune de résidence. Entre deux recensements, la population au 1er janvier de l’année {\displaystyle x} est évaluée en ajoutant à la population au 1er janvier de l’année {\displaystyle x-1} les soldes naturel (naissances {\displaystyle -} décès) et migratoire (arrivées {\displaystyle -} départs) de l'année. La même méthode est appliquée pour la répartition par âge au 1er janvier et les effectifs totaux par nationalité. Depuis le 1er septembre 2023, le Luxembourg dénombre 100 communes.
Au 1er janvier 2024, la commune comptait 2 799 habitants.
| 1821 | 1851 | 1871 | 1880 | 1890 | 1900 | 1910 | 1922 | 1930 |
| ---- | ---- | ---- | ---- | ---- | ---- | ---- | ---- | ---- |
| 578  | 945  | 928  | 950  | 946  | 842  | 775  | 806  | 779  |

| 1935 | 1947 | 1960 | 1970  | 1978  | 1979  | 1981  | 1983  | 1984  |
| ---- | ---- | ---- | ----- | ----- | ----- | ----- | ----- | ----- |
| 754  | 722  | 801  | 1 052 | 1 342 | 1 396 | 1 406 | 1 430 | 1 450 |

| 1985  | 1986  | 1987  | 1988  | 1989  | 1990  | 1991  | 1992  | 1993  |
| ----- | ----- | ----- | ----- | ----- | ----- | ----- | ----- | ----- |
| 1 460 | 1 460 | 1 490 | 1 495 | 1 517 | 1 517 | 1 556 | 1 602 | 1 660 |

| 1994  | 1995  | 1996  | 1997  | 1998  | 1999  | 2000  | 2001  | 2002  |
| ----- | ----- | ----- | ----- | ----- | ----- | ----- | ----- | ----- |
| 1 656 | 1 662 | 1 691 | 1 686 | 1 707 | 1 730 | 1 730 | 1 700 | 1 718 |

| 2003  | 2004  | 2005  | 2006  | 2007  | 2008  | 2009  | 2010  | 2011  |
| ----- | ----- | ----- | ----- | ----- | ----- | ----- | ----- | ----- |
| 1 763 | 1 835 | 1 910 | 1 946 | 2 000 | 2 025 | 2 059 | 2 054 | 2 138 |

| 2012  | 2013  | 2014  | 2015  | 2016  | 2017  | 2018  | 2019  | 2020  |
| ----- | ----- | ----- | ----- | ----- | ----- | ----- | ----- | ----- |
| 2 180 | 2 179 | 2 245 | 2 297 | 2 304 | 2 397 | 2 449 | 2 511 | 2 594 |

| 2021  | 2022  | 2023  | 2024  | - | - | - | - | - |
| ----- | ----- | ----- | ----- | - | - | - | - | - |
| 2 634 | 2 680 | 2 734 | 2 799 | - | - | - | - | - |

Pour des raisons techniques, il est temporairement impossible d'afficher le graphique qui aurait dû être présenté ici.